# Ser o no ser

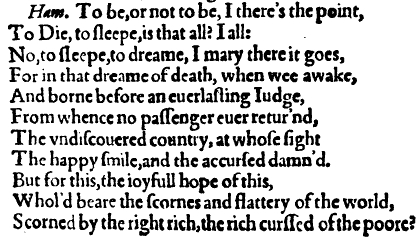
Texto del «Ser o no ser» en la edición conocida como Bad Quarto (1603).

Ser o no ser... es la primera línea de un soliloquio de la obra de William Shakespeare, Hamlet (escrita alrededor de 1600), en el acto tercero, escena primera. Considerada y usada como síntesis de los procesos mentales de indecisión y duda, es una de las citas más famosas de la literatura universal y la más conocida de esta obra en particular: 

To be, or not to be, that is the question:
Whether 'tis nobler in the mind to suffer
The slings and arrows of outrageous fortune,
Or to take Arms against a Sea of troubles,
And by opposing end them: to die, to sleep
No more; and by a sleep, to say we end
The heart-ache, and the thousand natural shocks
That Flesh is heir to? 'Tis a consummation
Devoutly to be wished. To die, to sleep,
To sleep, perchance to Dream; aye, there's the rub,
For in that sleep of death, what dreams may come,
When we have shuffled off this mortal coil,
Must give us pause. There's the respect
That makes Calamity of so long life:
For who would bear the Whips and Scorns of time,
The Oppressor's wrong, the proud man's Contumely, [F: poore]
The pangs of despised Love, the Law’s delay, [F:  dispriz’d]
The insolence of Office, and the spurns
That patient merit of th'unworthy takes,
When he himself might his Quietus make
With a bare Bodkin? Who would Fardels bear, [F: these Fardels]
To grunt and sweat under a weary life,
But that the dread of something after death,
The undiscovered country, from whose bourn
No traveller returns, puzzles the will,
And makes us rather bear those ills we have,
Than fly to others that we know not of?
Thus conscience does make cowards of us all,
And thus the native hue of Resolution
Is sicklied o'er, with the pale cast of Thought,
And enterprises of great pitch and moment, [F: pith]
With this regard their Currents turn awry, [F: away]
And lose the name of Action. Soft you now,
The fair Ophelia? Nymph, in thy Orisons
Be all my sins remember'd.
Ser o no ser, esa es la cuestión. ¿Cuál es más digna acción del ánimo, sufrir los tiros penetrantes de la fortuna injusta, o tomar las armas contra este torrente de calamidades, y darlas fin con atrevida resistencia? Morir es dormir. ¿No más? ¿Y por un sueño, diremos, las aflicciones se acabaron y los dolores sin número, patrimonio de nuestra débil naturaleza?... Este es un término que deberíamos solicitar con ansia. Morir es dormir... y tal vez soñar. Sí, y ved aquí el grande obstáculo, porque el considerar qué sueños podrán ocurrir en el silencio del sepulcro, cuando hayamos abandonado este despojo mortal, es razón harto poderosa para detenernos. Esta es la consideración que hace nuestra infelicidad tan larga. ¿Quién, si esto no fuese, aguantaría la lentitud de los tribunales, la insolencia de los empleados, las tropelías que recibe pacífico el mérito de los hombres más indignos, las angustias de un mal pagado amor, las injurias y quebrantos de la edad, la violencia de los tiranos, el desprecio de los soberbios? Cuando el que esto sufre, pudiera procurar su quietud con solo un puñal. ¿Quién podría tolerar tanta opresión, sudando, gimiendo bajo el peso de una vida molesta si no fuese que el temor de que existe alguna cosa más allá de la Muerte (aquel país desconocido de cuyos límites ningún caminante torna) nos embaraza en dudas y nos hace sufrir los males que nos cercan; antes que ir a buscar otros de que no tenemos seguro conocimiento? Esta previsión nos hace a todos cobardes, así la natural tintura del valor se debilita con los barnices pálidos de la prudencia, las empresas de mayor importancia por esta sola consideración mudan camino, no se ejecutan y se reducen a designios vanos. Pero... ¡la hermosa Ofelia! Graciosa niña, espero que mis defectos no serán olvidados en tus oraciones.